# Så har nu denna dag
Så har nu denna dag är en gammal kvällspsalm i fem verser av Samuel Columbus. Den trycktes 1674 i hans skrift "Odae sveticae" men Jesper Swedberg omarbetade 1694 en av stroferna (den andra) till två nya verser då den borttagna inte ansågs ha biblisk karaktär. Versmåttet anses ovanligt i psalmsammanhang (jambisk vers i sexradiga strofer med "manliga rim" som flätas aabccb).
Psalmens första vers 1695 lyder:
Nu hafwer thenne dagh
Alt efter Gudz behagh
Sin ändtlig ända nådt
Och natten sömnens wän
har åter nu igen
I liusets rum upstådt
Melodin är en tonsättning av Gustaf Düben d.ä. från 1674.
|  |
|  |

## Publicerad som
- Nr 10 i Odae Sveticae (1679) med titeln "Afton-Sång".
- Nr 370 i 1695 års psalmbok med titelraden "Nu haver denna dag", under rubriken "AftonPsalmer".
- Nr 440 i 1819 års psalmbok med titelraden "Nu haver denna dag", under rubriken "Med avseende på särskilda personer, tider och omständigheter: Morgon och afton: Aftonpsalmer".
- Nr 440 i 1937 års psalmbok med titelraden "Nu haver denna dag", under rubriken "Afton".
- Nr 503 i Svenska kyrkans egen del av 1986 års psalmbok under rubriken "Kväll".